# Ligne 19 du métro de Paris
La ligne 19 du métro de Paris est un projet de ligne de métro automatique en rocade qui pourrait relier Nanterre (Hauts-de-Seine) à Gonesse (Val-d'Oise) à l'horizon 2040.
Sa réalisation est annoncée en novembre 2023 par Valérie Pécresse, présidente du conseil régional d'Île-de-France. L'objectif est d'améliorer la desserte du département du Val-d'Oise, en grande partie laissé à l'écart du Grand Paris Express.

## Histoire

### Planification
Lors de la planification du Grand Paris Express, certaines critiques font état de la très faible desserte du département du Val-d'Oise par les quatre nouvelles lignes de métro. Seule la station Gonesse y est envisagée, et encore est-elle fortement contestée,.
Le 3 avril 2023, alors que la construction des nouvelles lignes du Grand Paris Express a commencé, Valérie Pécresse annonce, lors de la présentation des rames rénovées de la ligne 6, qu'une future ligne 19 sera inscrite au SDRIF ; elle précise que cette nouvelle ligne est une demande formalisée par le Conseil départemental du Val-d'Oise,. Le premier projet de SDRIF-E mentionne, au chapitre « Mieux desservir les territoires », une « ligne 19 Saint-Denis-Argenteuil-La Défense ». Dans le chapitre départemental consacré au Val-d'Oise, la ligne 19 est mentionnée comme « Liaison 19 Nanterre-Argenteuil-Saint-Denis » puis comme « projet de ligne 19 de métro (Nanterre Argenteuil Cergy) ».

### Financement
Certains habitants du Val-d'Oise expriment une inquiétude face à ce projet, dans la mesure où le financement de cette infrastructure risque, de leur point de vue, de compromettre celui du prolongement du T11. Le coût estimé en novembre 2023 est de 6,5 milliards d'euros.
La région Île-de-France et le département du Val-d'Oise annoncent conjointement le 22 novembre 2023 financer les études de faisabilité à hauteur de 6,5 millions d'euros. Ce financement commun surprend la Fédération nationale des associations d'usagers des transports, qui estime que le projet est « sorti de nulle part » et qu'il est doté très vite de crédits d'étude.
Le soutien financier de l'État est envisagé ; d'après les présidentes de collectivités locales, ce dernier n'est pas opposé à participer à la réalisation de cette ligne. Toutefois, celle-ci n'est pas censée être intégrée dans le projet de Grand Paris Express, ce qui nécessiterait le vote d'une loi.

### Construction
La construction de la ligne devrait se dérouler durant les années 2030 pour une mise en service à l'horizon 2040.

## Tracés et stations

### Proposition initiale
Le trajet prévu initialement relie Nanterre, au sud-ouest, à Saint-Denis, au nord-est, en desservant Argenteuil. Une seconde phase étudiée envisage, à terme, la création d'une seconde branche allant d'Argenteuil à Cergy,. Après cette annonce, le conseil départemental ne souhaite pas s'exprimer et indique poursuivre les négociations avec la région Île-de-France.

### Avant-projet

Plan de la ligne prévue.

Toutefois, lors d'une présentation du projet faite le 22 novembre 2023, Valérie Pécresse et Marie-Christine Cavecchi présentent un tracé différent, dont la partie orientale ne se termine plus à Saint-Denis Pleyel mais à Gonesse voire à l'aéroport Charles-de-Gaulle. 

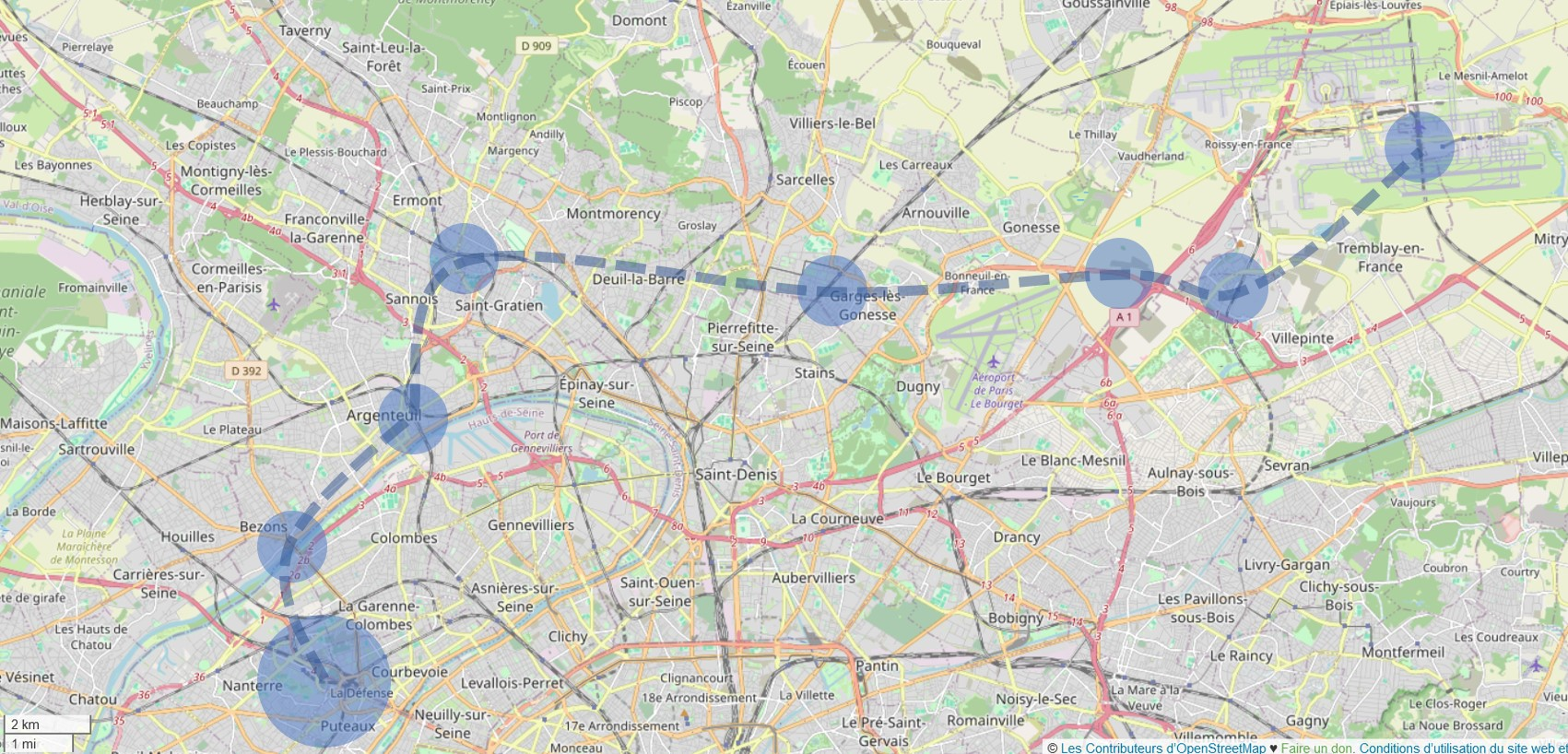
Croquis de l'avant-projet de la ligne 19 du métro de Paris

La ligne alors prévue serait longue de 25 à 30 kilomètres pour 9 à 11 stations en fonction du tracé qui sera choisi, avec un tracé essentiellement souterrain, et les rames de métro seraient automatiques, du même type que celles de la ligne 17. Au nord de Gonesse, la ligne pourrait partager les voies de la ligne 17, permettant une liaison de Nanterre à Roissy CDG sans rupture de charge. La branche évoquée depuis Argenteuil vers Cergy serait finalement un nouveau bus à haut niveau de service.
|  |   |  | Station                          | Coordonnées                 | Communes                            | Correspondances                                                          |  |
|  | - |  | -------------------------------- | --------------------------- | ----------------------------------- | ------------------------------------------------------------------------ |  |
|  | ■ |  | Nanterre La Folie                | 48° 53′ 53″ N, 2° 13′ 34″ E | Nanterre                            | En construction : Envisagé :                                             |  |
|  | • |  | Pont de Bezons                   | 48° 55′ 24″ N, 2° 13′ 03″ E | Bezons                              | (T) · (2)                                                                |  |
|  | • |  | Argenteuil                       | 48° 56′ 49″ N, 2° 15′ 26″ E | Argenteuil                          | Envisagé :                                                               |  |
|  | • |  | Ermont - Eaubonne                | 48° 58′ 50″ N, 2° 16′ 17″ E | Ermont et Eaubonne                  | (RER) · (C) · Transilien · Ligne H du Transilien · Ligne J du Transilien |  |
|  | • |  | Garges - Sarcelles               | 48° 58′ 36″ N, 2° 23′ 26″ E | Garges-lès-Gonesse et Sarcelles     | (RER) · (D) · (T) · (5)                                                  |  |
|  | • |  | Gonesse                          | 48° 58′ 42″ N, 2° 28′ 33″ E | Gonesse                             | En construction :                                                        |  |
|  | • |  | Parc des Expositions             | 48° 58′ 29″ N, 2° 30′ 56″ E | Villepinte                          | En construction :                                                        |  |
|  | ■ |  | Aéroport Charles-de-Gaulle 2 TGV | 49° 00′ 17″ N, 2° 34′ 13″ E | Le Mesnil-Amelot Tremblay-en-France | CDGVAL En construction : CDG Express                                     |  |

Le 13 juin 2025, un comité de soutien au projet de la Ligne 19 réunissant élus et acteurs économiques a été lancé par la Présidente du Département du Val-d'Oise, Marie-Christine Cavecchi. A cette occasion, une nouvelle cartographie du faisceau de tracé de la ligne 19 a été présentée, incluant une branche nord qui pourrait notamment desservir les secteurs de Villiers-le-Bel, Goussainville et l'ouest de l'aéroport Charles de Gaulle.